# Fábio de Jesus Oliveira
Fábio de Jesus Oliveira, mais conhecido como Fábio (Ipatinga, 30 de março de 1981), é um futebolista naturalizado togolês que atua como volante. Atualmente, joga pelo Cerâmica.

## Carreira
Iniciou sua carreira no Avaí e, depois de outros clubes, atuou no Al Oruba Sur de Omã.
Naturalizou-se togolês e, juntamente com outros nascidos no Brasil, foi convocado pelo então técnico da Seleção Togolesa de Futebol o brasileiro Antônio Dumas, para atuar na seleção do país africano contra Quênia e Mauritânia em partidas válidas pelas eliminatórias da Copa das Nações Africanas, além de um amistoso contra o Kumasi Asante Kotoko de Gana.
No ano de 2010, atuou no América de Natal e, ao final do ano, foi anunciado como reforço do Treze para a temporada de 2011.
No final de 2011, foi anunciada a sua ida para o Esportivo, onde atua no ano de 2012.

## Títulos
Treze
- Campeonato Paraibano: 2011

Esportivo
- Campeonato Gaúcho - Divisão de Acesso: 2012